# Šimonovce
Šimonovce é um município da Eslováquia, situado no distrito de Rimavská Sobota, na região de Banská Bystrica. Tem 7,83 km² de área e sua população em 2018 foi estimada em 562 habitantes.

## Demografia
| Ano:        | 1994 | 2004    | 2014    | 2024    |
| ----------- | ---- | ------- | ------- | ------- |
| Broj ljudi: | 446  | 497     | 578     | 512     |
| Razlika:    |      | +11,43% | +16,29% | -11,41% |

| Ano:               | 2023 | 2024   |
| ------------------ | ---- | ------ |
| Número de pessoas: | 519  | 512    |
| Diferença:         |      | -1,34% |